# Negrellisteg
Der Negrellisteg ist eine Fussgängerbrücke über das Gleisfeld des Zürcher Hauptbahnhofs zwischen Bahnhof und Langstrassenunterführung, die nach Alois Negrelli benannt ist, dem Projektleiter der Spanisch-Brötli-Bahn. Sie wurde nach Plänen einer Arbeitsgemeinschaft von Conzett Bronzini Partner, 10:8 Architekten und Diggelmann + Partner und dsp Ingenieure errichtet.

## Geschichte
Ein erstes Projekt für eine Brücke über das Gleisfeld des Bahnhofs wurde 2011 präsentiert. Der Vorschlag des Londoner Ingenieurbüros Flint & Neill schlug eine 150 Meter lange Brücke für Fussgänger und Velofahrer vor, die mit einer rohrförmigen Tragstruktur aus Beton ohne Stütze das Gleisfeld in der Höhe von sieben Metern überquert hätte. Das Projekt wurde wegen der hohen Baukosten von 30 Mio. Fr. im Juli 2016 abgelehnt.
2018 bewilligte der Gemeinderat das Projekt einer reinen Fussgängerbrücke. Für Velofahrer sollten andere Möglichkeiten zur Querung der Gleise geschaffen werden – bis Ende 2021 war diese noch nicht in Sicht. Die von der ARGE Negrelli entworfene und für 11 Millionen Franken erstellte Brücke wurde je zur Hälfte von der Stadt Zürich und von der SBB finanziert. Bauherrin war die SBB.

## Bauwerk

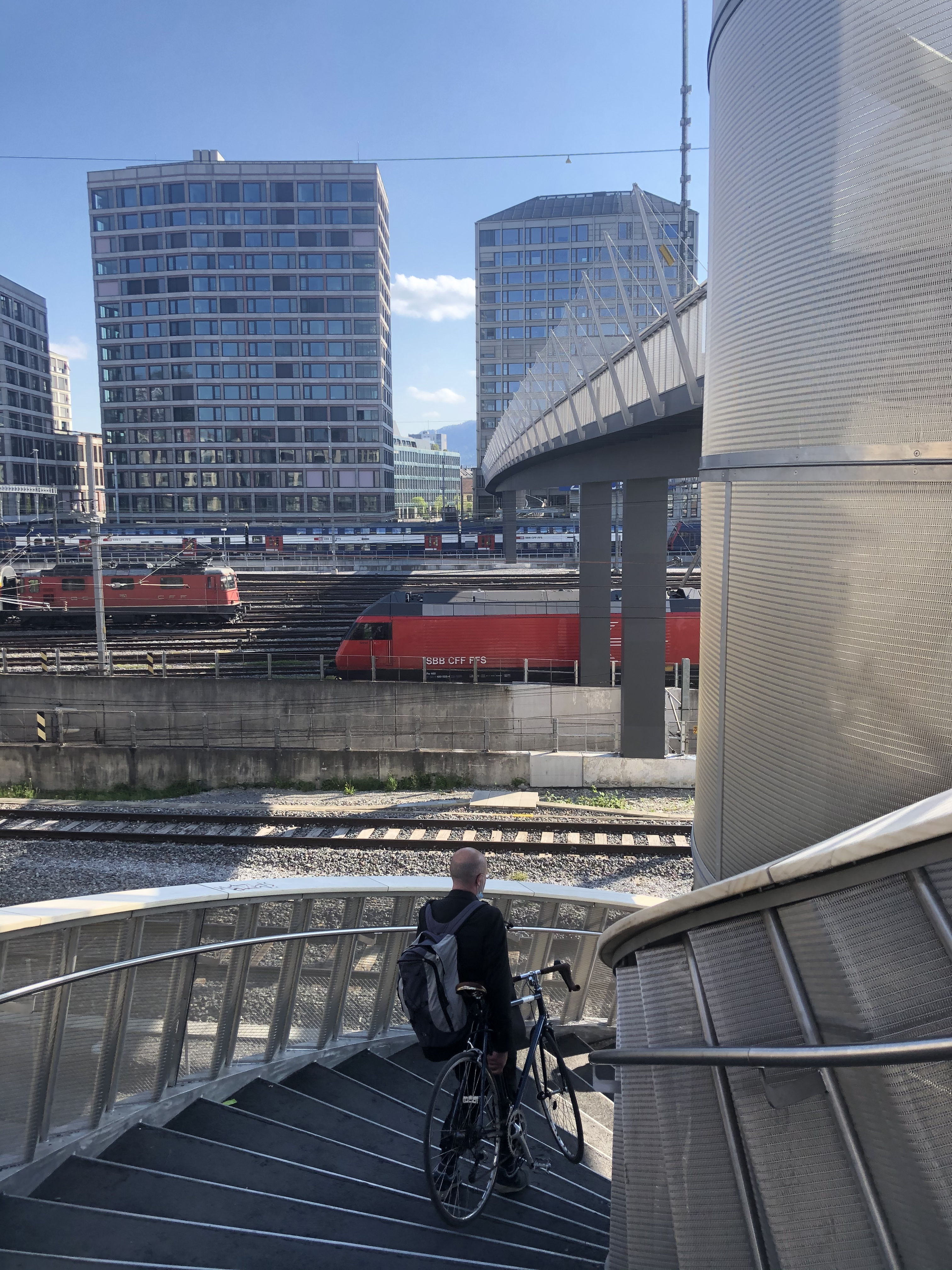
Nordturm mit Europaallee auf der anderen Seite des Gleisfelds

Die Brücke verbindet das Gebiet bei der Zollstrasse mit der Europaallee und bietet gleichzeitig Aussicht auf den Bahnhof und die Stadt. Am Ende der Brücke steht jeweils ein runder Liftturm mit darum herumlaufender Wendeltreppe. Der nördliche Turm steht auf dem neuen Negrelliplatz bei der Kreuzung Zollstrasse/Klingenstrasse, der südliche auf dem Gustav-Gull-Platz in der Europaallee.
Der Überbau der Brücke besteht aus einem einzelligen Hohlkastenträger aus Stahl, der von zwei Doppelstützen, welche auf den Rampenwänden der beiden Tiefbahnhöfe des Zürcher Hauptbahnhofes verankert sind, getragen wird. Die Brüstung besteht aus einem Metallgeflecht. Die Handläufe sind mit einer integrierten Beleuchtung versehen.

## Preise
- 2021: Prix Acier